# فيفيان داوسون
فيفيان داوسون (بالإنجليزية: Vivian Dawson)‏ (و. 1984  م) هو ممثل أفلام، وممثل، وعارض من نيوزيلندا، وكندا، ولد في كندا.

## التعليم
تعلم في جامعة أوتاغو.

## وصلات خارجية
- فيفيان داوسون على موقع IMDb (الإنجليزية)
- فيفيان داوسون على موقع أول موفي (الإنجليزية)
- فيفيان داوسون على موقع قاعدة بيانات الفيلم (الإنجليزية)
- فيفيان داوسون على موقع كينوبويسك (الروسية)